# Campeonato Mundial de Fórmula 1 de 1992
A Temporada de Fórmula 1 de 1992 foi a 43.ª realizada pela FIA, decorrendo entre 1º de março a 8 de novembro de 1992, com dezesseis corridas.
Teve como campeão o britânico Nigel Mansell, da equipe Williams, sendo vice-campeão o italiano Riccardo Patrese, também da Williams.
O campeonato marcou a primeira vitória do alemão Michael Schumacher na categoria.
Foi a última temporada das equipes March, Brabham e Fondmetal. Também foi a segunda temporada disputada pela Jordan e que também marcou a estreia da Andrea Moda, considerada por muitos como a pior equipe que já conseguiu disputar uma corrida na categoria.

## Pilotos e equipes
| Vice-campeão     | Campeão          | 3º Lugar           |
|                  |                  |                    |
| Riccardo Patrese | Nigel Mansell    | Michael Schumacher |
| Williams Renault | Williams Renault | Benetton Ford      |

| Equipe                         | Construtor           | Chassis       | Motor                                                  | Pneu | No | Piloto               | Rodadas    | Piloto(s) de testes               |
| ------------------------------ | -------------------- | ------------- | ------------------------------------------------------ | ---- | -- | -------------------- | ---------- | --------------------------------- |
| Honda Marlboro McLaren         | McLaren Honda        | MP4/6B MP4/7A | Honda RA121E 3.5 V12 Honda RA122E/B 3.5 V12            | G    | 1  | Ayrton Senna         | Todas      | Mark Blundell                     |
| Honda Marlboro McLaren         | McLaren Honda        | MP4/6B MP4/7A | Honda RA121E 3.5 V12 Honda RA122E/B 3.5 V12            | G    | 2  | Gerhard Berger       | Todas      | Mark Blundell                     |
| Tyrrell Racing Organisation    | Tyrrell Ilmor        | 020B          | Ilmor 2175A 3.5 V10                                    | G    | 3  | Olivier Grouillard   | Todas      | n/a                               |
| Tyrrell Racing Organisation    | Tyrrell Ilmor        | 020B          | Ilmor 2175A 3.5 V10                                    | G    | 4  | Andrea de Cesaris    | Todas      | n/a                               |
| Canon Williams Team            | Williams Renault     | FW14B         | Renault RS3C 3.5 V10 Renault RS4 3.5 V10               | G    | 5  | Nigel Mansell        | Todas      | Damon Hill Éric Bernard           |
| Canon Williams Team            | Williams Renault     | FW14B         | Renault RS3C 3.5 V10 Renault RS4 3.5 V10               | G    | 6  | Riccardo Patrese     | Todas      | Damon Hill Éric Bernard           |
| Motor Racing Developments Ltd  | Brabham Judd         | BT60B         | Judd GV 3.5 V10                                        | G    | 7  | Eric van de Poele    | 1-10       | n/a                               |
| Motor Racing Developments Ltd  | Brabham Judd         | BT60B         | Judd GV 3.5 V10                                        | G    | 8  | Giovanna Amati       | 1-3        | n/a                               |
| Motor Racing Developments Ltd  | Brabham Judd         | BT60B         | Judd GV 3.5 V10                                        | G    | 8  | Damon Hill           | 4-11       | n/a                               |
| Footwork Mugen Honda           | Footwork Mugen Honda | FA13          | Mugen-Honda MF-351H (Honda RA101E rebatizados) 3.5 V10 | G    | 9  | Michele Alboreto     | Todas      | David Brabham                     |
| Footwork Mugen Honda           | Footwork Mugen Honda | FA13          | Mugen-Honda MF-351H (Honda RA101E rebatizados) 3.5 V10 | G    | 10 | Aguri Suzuki         | Todas      | David Brabham                     |
| Team Lotus                     | Lotus Ford           | 102D 107      | Ford HB 3.5 V8                                         | G    | 11 | Mika Häkkinen        | Todas      | Olivier Beretta                   |
| Team Lotus                     | Lotus Ford           | 102D 107      | Ford HB 3.5 V8                                         | G    | 12 | Johnny Herbert       | Todas      | Olivier Beretta                   |
| Fondmetal F1                   | Fondmetal Ford       | GR01 GR02     | Ford HB 3.5 V8                                         | G    | 14 | Andrea Chiesa        | 1-10       | n/a                               |
| Fondmetal F1                   | Fondmetal Ford       | GR01 GR02     | Ford HB 3.5 V8                                         | G    | 14 | Eric van de Poele    | 11-13      | n/a                               |
| Fondmetal F1                   | Fondmetal Ford       | GR01 GR02     | Ford HB 3.5 V8                                         | G    | 15 | Gabriele Tarquini    | 1-13       | n/a                               |
| March F1                       | March Ilmor          | CG911         | Ilmor 2175A 3.5 V10                                    | G    | 16 | Karl Wendlinger      | 1-14       | Giovanni Lavaggi                  |
| March F1                       | March Ilmor          | CG911         | Ilmor 2175A 3.5 V10                                    | G    | 16 | Jan Lammers          | 15-16      | Giovanni Lavaggi                  |
| March F1                       | March Ilmor          | CG911         | Ilmor 2175A 3.5 V10                                    | G    | 17 | Paul Belmondo        | 1-11       | Giovanni Lavaggi                  |
| March F1                       | March Ilmor          | CG911         | Ilmor 2175A 3.5 V10                                    | G    | 17 | Emanuele Naspetti    | 12-16      | Giovanni Lavaggi                  |
| Camel Benetton Ford            | Benetton Ford        | B191B B192    | Ford HB 3.5 V8                                         | G    | 19 | Michael Schumacher   | Todas      | Alessandro Zanardi Perry McCarthy |
| Camel Benetton Ford            | Benetton Ford        | B191B B192    | Ford HB 3.5 V8                                         | G    | 20 | Martin Brundle       | Todas      | Alessandro Zanardi Perry McCarthy |
| BMS Scuderia Italia            | Dallara Ferrari      | F192          | Ferrari 037 3.5 V12                                    | G    | 21 | JJ Lehto             | Todas      | n/a                               |
| BMS Scuderia Italia            | Dallara Ferrari      | F192          | Ferrari 037 3.5 V12                                    | G    | 22 | Pierluigi Martini    | Todas      | n/a                               |
| Minardi Team                   | Minardi Lamborghini  | M191B M192    | Lamborghini 3512 3.5 V12                               | G    | 23 | Christian Fittipaldi | 1-8, 12-16 | n/a                               |
| Minardi Team                   | Minardi Lamborghini  | M191B M192    | Lamborghini 3512 3.5 V12                               | G    | 23 | Alessandro Zanardi   | 9-11       | n/a                               |
| Minardi Team                   | Minardi Lamborghini  | M191B M192    | Lamborghini 3512 3.5 V12                               | G    | 24 | Gianni Morbidelli    | Todas      | n/a                               |
| Ligier Gitanes Bllondes        | Ligier Renault       | JS37          | Renault RS3C 3.5 V10                                   | G    | 25 | Thierry Boutsen      | Todas      | Alain Prost                       |
| Ligier Gitanes Bllondes        | Ligier Renault       | JS37          | Renault RS3C 3.5 V10                                   | G    | 26 | Érik Comas           | Todas      | Alain Prost                       |
| Scuderia Ferrari SpA           | Ferrari              | F92A F92AT    | Ferrari 040 3.5 V12                                    | G    | 27 | Jean Alesi           | Todas      | Nicola Larini Gianni Morbidelli   |
| Scuderia Ferrari SpA           | Ferrari              | F92A F92AT    | Ferrari 040 3.5 V12                                    | G    | 28 | Ivan Capelli         | 1-14       | Nicola Larini Gianni Morbidelli   |
| Scuderia Ferrari SpA           | Ferrari              | F92A F92AT    | Ferrari 040 3.5 V12                                    | G    | 28 | Nicola Larini        | 15-16      | Nicola Larini Gianni Morbidelli   |
| Central Park Venturi Larrousse | Venturi Lamborghini  | LC92          | Lamborghini 3512 3.5 V12                               | G    | 29 | Bertrand Gachot      | Todas      | n/a                               |
| Central Park Venturi Larrousse | Venturi Lamborghini  | LC92          | Lamborghini 3512 3.5 V12                               | G    | 30 | Ukyo Katayama        | Todas      | n/a                               |
| Sasol Jordan Yamaha            | Jordan Yamaha        | 192           | Yamaha OX99 3.5 V12                                    | G    | 32 | Stefano Modena       | Todas      | n/a                               |
| Sasol Jordan Yamaha            | Jordan Yamaha        | 192           | Yamaha OX99 3.5 V12                                    | G    | 33 | Maurício Gugelmin    | Todas      | n/a                               |
| Andrea Moda Formula            | Andrea Moda Judd     | C4B S921      | Judd GV 3.5 V10                                        | G    | 34 | Alex Caffi           | 1-2        | Enrico Bertaggia Alex Caffi       |
| Andrea Moda Formula            | Andrea Moda Judd     | C4B S921      | Judd GV 3.5 V10                                        | G    | 34 | Roberto Moreno       | 3-7, 9-12  | Enrico Bertaggia Alex Caffi       |
| Andrea Moda Formula            | Andrea Moda Judd     | C4B S921      | Judd GV 3.5 V10                                        | G    | 35 | Enrico Bertaggia     | 1-2        | Enrico Bertaggia Alex Caffi       |
| Andrea Moda Formula            | Andrea Moda Judd     | C4B S921      | Judd GV 3.5 V10                                        | G    | 35 | Perry McCarthy       | 4-6, 9-12  | Enrico Bertaggia Alex Caffi       |

NotaAkihiko Nakaya, 6º. colocado na F-3000 de seu país, fora contratado pela Brabham para ser companheiro do belga Eric van de Poele. Mas a FIA negou a superlicença ao japonês, argumentando que ele não tinha condições de pilotar carros de F-1. Giovanna Amati foi escolhida para suceder Nakaya, mas após falhar três vezes em tentar largar, foi dispensada da Brabham. O inglês Damon Hill foi chamado pela escuderia para ocupar o lugar de Giovanna.

## Calendário
| Prova | Grande Prêmio       | Data           | Local              |
| ----- | ------------------- | -------------- | ------------------ |
| 1     | GP da África do Sul | 1 de Março     | Kyalami            |
| 2     | GP do México        | 22 de Março    | Hermanos Rodriguez |
| 3     | GP do Brasil        | 5 de Abril     | Interlagos         |
| 4     | GP da Espanha       | 3 de Maio      | Catalunya          |
| 5     | GP de San Marino    | 17 de Maio     | Ímola              |
| 6     | GP de Mônaco        | 31 de Maio     | Monte Carlo        |
| 7     | GP do Canadá        | 14 de Junho    | Montreal           |
| 8     | GP da França        | 5 de Julho     | Magny-Cours        |
| 9     | GP da Inglaterra    | 12 de Julho    | Silverstone        |
| 10    | GP da Alemanha      | 26 de Julho    | Hockenheim         |
| 11    | GP da Hungria       | 16 de Agosto   | Hungaroring        |
| 12    | GP da Bélgica       | 30 de Agosto   | Spa-Francorchamps  |
| 13    | GP da Itália        | 13 de Setembro | Monza              |
| 14    | GP de Portugal      | 27 de Setembro | Estoril            |
| 15    | GP do Japão         | 25 de Outubro  | Suzuka             |
| 16    | GP da Austrália     | 8 de Novembro  | Adelaide           |

## Resultados

### Grandes Prêmios
| GP | Grande Prêmio       | Pole Position    | Volta mais rápida  | Vencedor           | Equipe           | Descrição |
| -- | ------------------- | ---------------- | ------------------ | ------------------ | ---------------- | --------- |
| 1  | GP da África do Sul | Nigel Mansell    | Nigel Mansell      | Nigel Mansell      | Williams-Renault | Detalhes  |
| 2  | GP do México        | Nigel Mansell    | Gerhard Berger     | Nigel Mansell      | Williams-Renault | Detalhes  |
| 3  | GP do Brasil        | Nigel Mansell    | Riccardo Patrese   | Nigel Mansell      | Williams-Renault | Detalhes  |
| 4  | GP da Espanha       | Nigel Mansell    | Nigel Mansell      | Nigel Mansell      | Williams-Renault | Detalhes  |
| 5  | GP de San Marino    | Nigel Mansell    | Riccardo Patrese   | Nigel Mansell      | Williams-Renault | Detalhes  |
| 6  | GP de Mônaco        | Nigel Mansell    | Nigel Mansell      | Ayrton Senna       | McLaren-Honda    | Detalhes  |
| 7  | GP do Canadá        | Ayrton Senna     | Gerhard Berger     | Gerhard Berger     | McLaren-Honda    | Detalhes  |
| 8  | GP da França        | Nigel Mansell    | Nigel Mansell      | Nigel Mansell      | Williams-Renault | Detalhes  |
| 9  | GP da Inglaterra    | Nigel Mansell    | Nigel Mansell      | Nigel Mansell      | Williams-Renault | Detalhes  |
| 10 | GP da Alemanha      | Nigel Mansell    | Riccardo Patrese   | Nigel Mansell      | Williams-Renault | Detalhes  |
| 11 | GP da Hungria       | Riccardo Patrese | Nigel Mansell      | Ayrton Senna       | McLaren-Honda    | Detalhes  |
| 12 | GP da Bélgica       | Nigel Mansell    | Michael Schumacher | Michael Schumacher | Benetton-Ford    | Detalhes  |
| 13 | GP da Itália        | Nigel Mansell    | Nigel Mansell      | Ayrton Senna       | McLaren-Honda    | Detalhes  |
| 14 | GP de Portugal      | Nigel Mansell    | Ayrton Senna       | Nigel Mansell      | Williams-Renault | Detalhes  |
| 15 | GP do Japão         | Nigel Mansell    | Nigel Mansell      | Riccardo Patrese   | Williams-Renault | Detalhes  |
| 16 | GP da Austrália     | Nigel Mansell    | Michael Schumacher | Gerhard Berger     | McLaren-Honda    | Detalhes  |

### Pilotos
| Pos | Piloto               | RSA | MEX | BRA | ESP | SMR | MON | CAN | FRA | GBR | GER | HUN | BEL | ITA | POR | JPN | AUS | Pontos |
| --- | -------------------- | --- | --- | --- | --- | --- | --- | --- | --- | --- | --- | --- | --- | --- | --- | --- | --- | ------ |
| 1   | Nigel Mansell        | 1   | 1   | 1   | 1   | 1   | 2   | Ret | 1   | 1   | 1   | 2   | 2   | Ret | 1   | Ret | Ret | 108    |
| 2   | Riccardo Patrese     | 2   | 2   | 2   | Ret | 2   | 3   | Ret | 2   | 2   | 8†  | Ret | 3   | 5   | Ret | 1   | Ret | 56     |
| 3   | Michael Schumacher   | 4   | 3   | 3   | 2   | Ret | 4   | 2   | Ret | 4   | 3   | Ret | 1   | 3   | 7   | Ret | 2   | 53     |
| 4   | Ayrton Senna         | 3   | Ret | Ret | 9†  | 3   | 1   | Ret | Ret | Ret | 2   | 1   | 5   | 1   | 3   | Ret | Ret | 50     |
| 5   | Gerhard Berger       | 5   | 4   | Ret | 4   | Ret | Ret | 1   | Ret | 5   | Ret | 3   | Ret | 4   | 2   | 2   | 1   | 49     |
| 6   | Martin Brundle       | Ret | Ret | Ret | Ret | 4   | 5   | Ret | 3   | 3   | 4   | 5   | 4   | 2   | 4   | 3   | 3   | 38     |
| 7   | Jean Alesi           | Ret | Ret | 4   | 3   | Ret | Ret | 3   | Ret | Ret | 5   | Ret | Ret | Ret | Ret | 5   | 4   | 18     |
| 8   | Mika Häkkinen        | 9   | 6   | 10  | Ret | NQ  | Ret | Ret | 4   | 6   | Ret | 4   | 6   | Ret | 5   | Ret | 7   | 11     |
| 9   | Andrea de Cesaris    | Ret | 5   | Ret | Ret | 14† | Ret | 5   | Ret | Ret | Ret | 8   | 8   | 6   | 9   | 4   | Ret | 8      |
| 10  | Michele Alboreto     | 10  | 13  | 6   | 5   | 5   | 7   | 7   | 7   | 7   | 9   | 7   | Ret | 7   | 6   | 15  | Ret | 6      |
| 11  | Érik Comas           | 7   | 9   | Ret | Ret | 9   | 10  | 6   | 5   | 8   | 6   | Ret | NQ  | Ret | Ret | Ret | Ret | 4      |
| 12  | Karl Wendlinger      | Ret | Ret | Ret | 8   | 12  | Ret | 4   | Ret | Ret | 16  | Ret | 11  | 10  | Ret |     |     | 3      |
| 13  | Ivan Capelli         | Ret | Ret | 5   | 10† | Ret | Ret | Ret | Ret | 9   | Ret | 6   | Ret | Ret | Ret |     |     | 3      |
| 14  | Thierry Boutsen      | Ret | 10  | Ret | Ret | Ret | 12  | 10  | Ret | 10  | 7   | Ret | Ret | Ret | 8   | Ret | 5   | 2      |
| 15  | Johnny Herbert       | 6   | 7   | Ret | Ret | Ret | Ret | Ret | 6   | Ret | Ret | Ret | 13† | Ret | Ret | Ret | 13  | 2      |
| 16  | Pierluigi Martini    | Ret | Ret | Ret | 6   | 6   | Ret | 8   | 10  | 15  | 11  | Ret | Ret | 8   | Ret | 10  | Ret | 2      |
| 17  | Stefano Modena       | NQ  | Ret | Ret | NQ  | Ret | Ret | Ret | Ret | Ret | NQ  | Ret | 15  | NQ  | 13  | 7   | 6   | 1      |
| 18  | Christian Fittipaldi | Ret | Ret | Ret | 11  | Ret | 8   | 13  | NQ  |     |     |     | NQ  | NQ  | 12  | 6   | 9   | 1      |
| 19  | Bertrand Gachot      | Ret | 11  | Ret | Ret | Ret | 6   | DSQ | Ret | Ret | 14  | Ret | 18† | Ret | Ret | Ret | Ret | 1      |
| 20  | Aguri Suzuki         | 8   | NQ  | Ret | 7   | 10  | 11  | NQ  | Ret | 12  | Ret | Ret | 9   | Ret | 10  | 8   | 8   | 0      |
| 21  | JJ Lehto             | Ret | 8   | 8   | Ret | 11† | 9   | 9   | 9   | 13  | 10  | NQ  | 7   | 11† | Ret | 9   | Ret | 0      |
| 22  | Gianni Morbidelli    | Ret | Ret | 7   | Ret | Ret | Ret | 11  | 8   | 17† | 12  | NQ  | 16  | Ret | 14  | 14  | 10  | 0      |
| 23  | Mauricio Gugelmin    | 11  | Ret | Ret | Ret | 7   | Ret | Ret | Ret | Ret | 15  | 10  | 14  | Ret | Ret | Ret | Ret | 0      |
| 24  | Olivier Grouillard   | Ret | Ret | Ret | Ret | 8   | Ret | 12  | 11  | 11  | Ret | Ret | Ret | Ret | Ret | Ret | Ret | 0      |
| 25  | Ukyo Katayama        | 12  | 12  | 9   | NQ  | Ret | NQ  | Ret | Ret | Ret | Ret | Ret | 17  | 9†  | Ret | 11  | Ret | 0      |
| 26  | Paul Belmondo        | NQ  | NQ  | NQ  | 12  | 13  | NQ  | 14  | NQ  | NQ  | 13  | 9   |     |     |     |     |     | 0      |
| 27  | Eric van de Poele    | 13  | NQ  | NQ  | NQ  | NQ  | NQ  | NQ  | NQ  | WD  | NQ  | Ret | 10  | Ret |     |     |     | 0      |
| 28  | Emanuele Naspetti    |     |     |     |     |     |     |     |     |     |     |     | 12  | Ret | 11  | 13  | Ret | 0      |
| 29  | Nicola Larini        |     |     |     |     |     |     |     |     |     |     |     |     |     |     | 12  | 11  | 0      |
| 30  | Damon Hill           |     |     |     | NQ  | NQ  | NQ  | NQ  | NQ  | 16  | NQ  | 11  |     |     |     |     |     | 0      |
| 31  | Jan Lammers          |     |     |     |     |     |     |     |     |     |     |     |     |     |     | Ret | 12  | 0      |
| 32  | Gabriele Tarquini    | Ret | Ret | Ret | Ret | Ret | Ret | Ret | Ret | 14  | Ret | Ret | Ret | Ret |     |     |     | 0      |
| 33  | Andrea Chiesa        | NQ  | Ret | NQ  | Ret | NQ  | NQ  | NQ  | Ret | NQ  | NQ  |     |     |     |     |     |     | 0      |
| 34  | Roberto Moreno       |     |     | NPQ | NPQ | NPQ | Ret | NPQ | DNA | NPQ | NPQ | NQ  | NQ  |     |     |     |     | 0      |
| 35  | Alessandro Zanardi   |     |     |     |     |     |     |     |     | NQ  | Ret | NQ  |     |     |     |     |     | 0      |
| -   | Perry McCarthy       |     |     | EXC | NPQ | NPQ | NPQ | NPQ | DNA | NPQ | EXC | NPQ | NQ  |     |     |     |     | -      |
| -   | Giovanna Amati       | NQ  | NQ  | NQ  |     |     |     |     |     |     |     |     |     |     |     |     |     | -      |
| Pos | Piloto               | RSA | MEX | BRA | ESP | SMR | MON | CAN | FRA | GBR | GER | HUN | BEL | ITA | POR | JPN | AUS | Pontos |

| Cor        | Resultado             |
| ---------- | --------------------- |
| Ouro       | Vencedor              |
| Prata      | 2.º lugar             |
| Bronze     | 3.º lugar             |
| Verde      | Terminou, nos pontos  |
| Azul       | Terminou, sem pontos  |
| Púrpura    | Ret – Retirou-se      |
| Vermelho   | NQ – Não qualificado  |
| Preto      | DSQ – Desqualificado  |
| Branco     | NL – Não largou       |
| Branco     | C – Corrida cancelada |
| Azul claro | AT – Apenas Treino    |
| Sem cor    | NP – Não participou   |
| Sem cor    | Les – Lesionado       |
| Sem cor    | EX – Excluído         |

- Em negrito indica pole position e itálico volta mais rápida.

† Completou mais de 90% da distância da corrida.
| Pos | Piloto               | Construtor(es)       | Corridas | Vitórias | Pódiuns | Poles | Voltas Mais Rápidas | Subtotal de Pontos | Pontos |
| --- | -------------------- | -------------------- | -------- | -------- | ------- | ----- | ------------------- | ------------------ | ------ |
| 1   | Nigel Mansell        | Williams-Renault     | 16       | 9        | 12      | 14    | 8                   | 108                | 108    |
| 2   | Riccardo Patrese     | Williams-Renault     | 16       | 1        | 9       | 1     | 3                   | 56                 | 56     |
| 3   | Michael Schumacher   | Benetton-Ford        | 16       | 1        | 8       | 0     | 2                   | 53                 | 53     |
| 4   | Ayrton Senna         | McLaren-Honda        | 16       | 3        | 7       | 1     | 1                   | 50                 | 50     |
| 5   | Gerhard Berger       | McLaren-Honda        | 16       | 2        | 5       | 0     | 2                   | 49                 | 49     |
| 6   | Martin Brundle       | Benetton-Ford        | 16       | 0        | 5       | 0     | 0                   | 38                 | 38     |
| 7   | Jean Alesi           | Ferrari              | 16       | 0        | 2       | 0     | 0                   | 18                 | 18     |
| 8   | Mika Häkkinen        | Lotus-Ford           | 15 (1)   | 0        | 0       | 0     | 0                   | 11                 | 11     |
| 9   | Andrea de Cesaris    | Tyrrell-Ilmor        | 16       | 0        | 0       | 0     | 0                   | 8                  | 8      |
| 10  | Michele Alboreto     | Footwork-Mugen Honda | 16       | 0        | 0       | 0     | 0                   | 6                  | 6      |
| 11  | Érik Comas           | Ligier-Renault       | 15 (1)   | 0        | 0       | 0     | 0                   | 4                  | 4      |
| 12  | Karl Wendlinger      | March-Ilmor          | 14       | 0        | 0       | 0     | 0                   | 3                  | 3      |
| 13  | Ivan Capelli         | Ferrari              | 14       | 0        | 0       | 0     | 0                   | 3                  | 3      |
| 14  | Thierry Boutsen      | Ligier-Renault       | 16       | 0        | 0       | 0     | 0                   | 2                  | 2      |
| 15  | Johnny Herbert       | Lotus-Ford           | 16       | 0        | 0       | 0     | 0                   | 2                  | 2      |
| 16  | Pierluigi Martini    | Dallara-Ferrari      | 16       | 0        | 0       | 0     | 0                   | 2                  | 2      |
| 17  | Stefano Modena       | Jordan-Yamaha        | 12 (4)   | 0        | 0       | 0     | 0                   | 1                  | 1      |
| 18  | Christian Fittipaldi | Minardi-Lamborghini  | 10 (3)   | 0        | 0       | 0     | 0                   | 1                  | 1      |
| 19  | / Bertrand Gachot    | Venturi-Lamborghini  | 16       | 0        | 0       | 0     | 0                   | 1                  | 1      |
| 20  | Aguri Suzuki         | Footwork-Mugen Honda | 14 (2)   | 0        | 0       | 0     | 0                   | 0                  | 0      |
| 21  | J.J. Lehto           | Dallara-Ferrari      | 15 (1)   | 0        | 0       | 0     | 0                   | 0                  | 0      |
| 22  | Gianni Morbidelli    | Minardi-Lamborghini  | 15 (1)   | 0        | 0       | 0     | 0                   | 0                  | 0      |
| 23  | Mauricio Gugelmin    | Jordan-Yamaha        | 16       | 0        | 0       | 0     | 0                   | 0                  | 0      |
| 24  | Olivier Grouillard   | Tyrrell-Ilmor        | 16       | 0        | 0       | 0     | 0                   | 0                  | 0      |
| 25  | Ukyo Katayama        | Venturi-Lamborghini  | 14 (2)   | 0        | 0       | 0     | 0                   | 0                  | 0      |
| 26  | Paul Belmondo        | March-Ilmor          | 5 (6)    | 0        | 0       | 0     | 0                   | 0                  | 0      |
| 27  | Eric van de Poele    | Brabham-Judd         | 1 (9)    | 0        | 0       | 0     | 0                   | 0                  | 0      |
| 27  | Eric van de Poele    | Fondmetal-Ford       | 3        | 0        | 0       | 0     | 0                   | 0                  | 0      |
| 28  | Emanuele Naspetti    | March-Ilmor          | 5        | 0        | 0       | 0     | 0                   | 0                  | 0      |
| 29  | Nicola Larini        | Ferrari              | 2        | 0        | 0       | 0     | 0                   | 0                  | 0      |
| 30  | Damon Hill           | Brabham-Judd         | 2 (6)    | 0        | 0       | 0     | 0                   | 0                  | 0      |
| 31  | Jan Lammers          | March-Ilmor          | 2        | 0        | 0       | 0     | 0                   | 0                  | 0      |
| 32  | Gabriele Tarquini    | Fondmetal-Ford       | 13       | 0        | 0       | 0     | 0                   | 0                  | 0      |
| 33  | Andrea Chiesa        | Fondmetal-Ford       | 3 (7)    | 0        | 0       | 0     | 0                   | 0                  | 0      |
| 34  | Roberto Moreno       | Andrea Moda-Judd     | 1 (8)    | 0        | 0       | 0     | 0                   | 0                  | 0      |
| 35  | Alessandro Zanardi   | Minardi-Lamborghini  | 1 (2)    | 0        | 0       | 0     | 0                   | 0                  | 0      |
| -   | Perry McCarthy       | Andrea Moda-Judd     | 0 (7)    | 0        | 0       | 0     | 0                   | -                  | -      |
| -   | Giovanna Amati       | Brabham-Judd         | 0 (3)    | 0        | 0       | 0     | 0                   | -                  | -      |

- Entre parênteses ( ) significa que não conseguiu vaga para o grid de largada.

### Construtores
| Pos. | Construtor  | Chassis | Motor                                             | Pneu | GPs   | Vitórias | Pódiums | Poles | Subtotal de Pontos | Total de Pontos |
| ---- | ----------- | ------- | ------------------------------------------------- | ---- | ----- | -------- | ------- | ----- | ------------------ | --------------- |
| 1    | Williams    | FW14B   | Renault RS3 V10                                   | G    | 10    | 8        | 16      | 9     | 126                | 164             |
| 1    | Williams    | FW14B   | Renault RS4 V10                                   | G    | 7     | 2        | 5       | 6     | 38                 | 164             |
| 2    | McLaren     | MP4/6B  | Honda RA121E 3.5 V12                              | G    | 2     |          | 1       |       | 9                  | 99              |
| 2    | McLaren     | MP4/7A  | Honda RA122E/B 3.5 V12                            | G    | 14    | 5        | 11      | 1     | 90                 | 99              |
| 3    | Benetton    | B191B   | Ford HB V8                                        | G    | 3     |          | 2       |       | 11                 | 91              |
| 3    | Benetton    | B192    | Ford HB V8                                        | G    | 13    | 1        | 11      |       | 80                 | 91              |
| 4    | Ferrari     | F92A    | Ferrari 040 V12                                   | G    | 14    |          | 2       |       | 16                 | 21              |
| 4    | Ferrari     | F92AT   | Ferrari 040 V12                                   | G    | 5     |          |         |       | 5                  | 21              |
| 5    | Lotus       | 102D    | Ford HB V8                                        | G    | 5     |          |         |       | 2                  | 13              |
| 5    | Lotus       | 107     | Ford HB V8                                        | G    | 12    |          |         |       | 11                 | 13              |
| 6    | Tyrrell     | 020B    | Ilmor 2175A V10                                   | G    |       |          |         |       | 8                  | 8               |
| 7    | Footwork    | FA13    | Mugen-Honda MF-351H (Honda RA101E rebatizado) V10 | G    | 16    |          |         |       | 6                  | 6               |
| 8    | Ligier      | JS37    | Renault RS3C V10                                  | G    |       |          |         |       | 6                  | 6               |
| 9    | March       | CG911   | Ilmor 2175A V10                                   | G    | 16    |          |         |       | 3                  | 3               |
| 10   | Dallara     | F192    | Ferrari 037 V12                                   | G    | 16    |          |         |       | 2                  | 2               |
| 11   | Jordan      | 192     | Yamaha OX99 V12                                   | G    | 16    |          |         |       |                    | 1               |
| 12   | Minardi     | M191B   | Lamborghini 3512 V12                              | G    | 4     |          |         |       |                    | 1               |
| 12   | Minardi     | M192    | Lamborghini 3512 V12                              | G    | 12    |          |         |       | 1                  | 1               |
| 13   | Venturi     | LC92    | Lamborghini 3512 V12                              | G    | 16    |          |         |       | 1                  | 1               |
| 14   | Fondmetal   | GR01    | Ford HB V8                                        | G    | 6 (3) |          |         |       | 0                  | 0               |
| 14   | Fondmetal   | GR02    | Ford HB V8                                        | G    | 7     |          |         |       | 0                  | 0               |
| 15   | Brabham     | BT60B   | Judd GV V10                                       | G    | 3 (8) |          |         |       | 0                  | 0               |
| 16   | Andrea Moda | S921    | Judd GV V10                                       | G    | 1 (6) |          |         |       | 0                  | 0               |

### Pré temporada
As quatro principais equipes mantiveram pelo menos um piloto de 1991, com os dois principais candidatos ao título inalterados.
- McLaren: manteve o tricampeão Ayrton Senna e o austríaco Gerhard Berger pela terceira temporada seguida.

- Williams: igualmente continuou Nigel Mansell e Riccardo Patrese. O italiano disputaria sua última temporada pela escuderia de Grove neste ano.

- Ferrari: continuou com Jean Alesi e substituiu Alain Prost por Ivan Capelli, vindo da Leyton House Racing.

- Benetton: manteve Michael Schumacher, em sua primeira temporada completa na categoria, agora fazendo dupla com Martin Brundle, que substituiu Nelson Piquet.

- Ligier: manteve Thierry Boutsen e Érik Comas. Alain Prost e Nelson Piquet chegaram a ser lembrados para correr pela equipe.

- Lotus: tirou Michael Bartels, que não conseguiu largar em nenhuma das 4 corridas em que se inscreveu e repatriou Johnny Herbert, mantendo o finlandês Mika Häkkinen.

- Minardi: substituiu Pierluigi Martini pelo novato brasileiro Christian Fittipaldi e trouxe de volta Gianni Morbidelli.

- Jordan: troca Andrea de Cesaris e Alessandro Zanardi por Maurício Gugelmin e Stefano Modena.

- Dallara: mantém J.J. Lehto e troca Emanuele Pirro por Pierluigi Martini, que disputaria sua única temporada completa fora da equipe Minardi (participara de uma corrida pela Toleman em 1984.

- Footwork: substitui Alex Caffi por Aguri Suzuki e mantém Michele Alboreto pela terceira temporada seguida.

- Venturi (ex-Lola): troca Éric Bernard e Aguri Suzuki por Bertrand Gachot e o estreante japonês Ukyo Katayama.

- March (Ex-Leyton House): troca Maurício Gugelmin e Ivan Capelli pelo jovem austríaco Karl Wendlinger e pelo francês Paul Belmondo inicialmente. Com a saída de Wendlinger para testar pela Sauber (que estrearia na F-1 em 1993) e o mau desempenho de Belmondo, Emanuele Naspetti e Jan Lammers (de volta após 10 anos) assumem as vagas.

- Brabham: Martin Brundle e Mark Blundell deixam a equipe e, em seus lugares, entram Eric Van de Poele e Giovanna Amati. O japonês Akihiko Nakaya, 6º colocado na F-3000 de seu país, já tinha assinado contrato com a Brabham, porém a FIA alegou que o piloto não tinha condição de pilotar na Fórmula 1 e barrou a superlicença a Nakaya. O inglês Damon Hill, campeão em 1996 pela Williams, assumiu o cockpit a partir do GP da Espanha.

- Fondmetal: em sua derradeira temporada e agora com um carro a mais, troca Olivier Grouillard por Gabriele Tarquini e Andrea Chiesa.

- Tyrrell: com a aposentadoria de Satoru Nakajima e a saída de Stefano Modena para a Jordan, a equipe de Ken Tyrrell contrata Andrea de Cesaris e Olivier Grouillard.

- Andrea Moda (ex-Coloni): estreante na categoria, contratou inicialmente Alex Caffi e Enrico Bertaggia, mas não foi liberada para correr nas primeiras etapas e rescindiu o contrato dos 2 pilotos italianos. Para o lugar da dupla, entram o brasileiro Roberto Moreno e o inglês Perry McCarthy. A equipe classifica-se apenas para o GP de Mônaco.

Ainda no fundo do grid, a equipe Jordan assumiu um risco, substituindo os dois pilotos após a sua bem sucedida temporada de estreia. Eddie Jordan também trocou os motores Ford V8 pelos Yamaha V12 de vez. A Brabham passou a contar com a a italiana Giovanna Amati, a primeira mulher a correr na F1 desde a sul-africana Desiré Wilson em 1980, porém não conseguiu se classificar para nenhuma corrida. A equipe Coloni teve seu espólio vendido e foi rebatizada como Andrea Moda, que se tornaria piada na categoria.
Esta foi a primeira de duas temporadas (a outra foi em 1993) na história da Fórmula 1 em que o calendário tinha corridas em todos os seis continentes habitados (1 corrida cada na Ásia, Oceania, América do Sul e África; 2 na América do Norte e 11 na Europa).
Em termos de segurança, esta temporada viu a introdução de testes mais rigorosos de colisão pré-temporada e à utilização oficial de um Safety Car no esporte.